# AMD PowerNow!
AMD PowerNow! je jedna z technologií pro šetření spotřeby a s tím spojeného vyzářeného tepla u procesorů společnosti AMD používaných v laptopech. Taktovací kmitočet CPU a VCore (napájecí napětí procesoru) jsou automaticky sníženy, pokud počítač zrovna nepotřebuje vysoký výkon (není zatíženou žádnou aplikací) nebo pokud je zanechán bez dlouhodobého vstupu (stisk klávesy, pohyb myši, …) ze strany uživatele. Účelem je ušetřit energii baterie, snížit ztrátový tepelný výkon a s ním spojenou hlučnost ventilátoru chlazení procesoru. A dokáže též zvýšit životnost hlavního procesoru díky snížené elektromigraci, která se mění v závislosti na teplotě exponenciálně.
Intel má podobný koncept, nazvaný SpeedStep. Adaptace PowerNow! pro stolní počítače s procesory od AMD dostalo název Cool'n'Quiet. Novější procesory Opteron taktéž používají koncept PowerNow!, v tomto případě nazvaný Optimized Power Management.

## Jádra a procesory podporujícíPowerNow!
- K6-2+
- K6-III+
- Athlon XP-M – jen některé modely
- AMD K8 (Mobile Athlon 64, Turion 64, X2,...)
- Mobile Sempron
- Athlon II

## Verze

### PowerNow! 1.0
Poprvé se technologie objevila v procesorech AMD K6-2E+ a K6-IIIE+. Přepínání PState režimů bylo pouze programové (software) přes I/O, to bylo pomalé a technologicky zastaralé. Změna násobiče byla možná i o více než 1× násobič (1 krok), to mohlo způsobovat při velkých frekvenčních rozdílech nestabilní stavy, díky rozsynchronizovaní interního generátoru frekvence. Proto bylo potřeba pro stabilizaci generátoru a procesoru určitý čas neměnit frekvenci.

### PowerNow! 1.2
Vylepšená verze původní technologie. Objevila se poprvé u procesorů AMD Athlon 4, Mobile Athlon XP-M a Mobile Duron. Přepínaní PState režimů bylo ovládáno programově přes MSR, které bylo rychlejší a technologicky modernější. Změna násobiče stále byla možná o více než jeden krok.

### PowerNow! 1.4
Vylepšená verze technologie. Objevila se poprvé u jádra AMD K8 (AMD Athlon 64 atd...). Přepínaní PState režimů bylo stále přes MSR. Změna násobiče je možná už jenom o 1 krok, to umožnilo rychlejší změny frekvence a lepší šetřící funkce. Nevýhodou byla nemožnost nastavit násobič na minimální hodnoty 5× až 7× u některých modelů procesorů.